# Eric Beckman
Eric Beckman, född 6 december 1700 i Stockholm, död 30 maj 1749, var en svensk präst.
Beckman var son till slaktaråldermannen Olof Beckman. Han genomgick Tyska skolan blev student vid Uppsala universitet 1717 och filosofie magister där 1722. Han avlade prästexamen och prästvigdes 1724, begav sig därefter som Stieglersk stipendiat 1725 på utländsk studieresa där han besökte Tyskland, Holland och England varpå han hemkom 1727. Beckman hade redan 1724 kallats som adjunkt till Riddarholmskyrkan och blev 1728 nådårspredikant där. Från 1731 var han rektor vid trivialskolan i Stockholm. 1738 blev Beckman kyrkoherde i Knutby och Faringe socknar, vice kontraktsprost 1741 och ordinarie kontraktsprost 1744. Han var riksdagsman 1746-47.